# Haskell megye (Kansas)
Haskell megye az Amerikai Egyesült Államokban, azon belül Kansas államban található. Megyeszékhelye és legnagyobb városa Sublette. Lakosainak száma 3780 fő (2020. április 1.). Haskell megye Finney, Meade, Seward, Gray, Kearny, Stevens és Grant megyékkel határos.

## Népesség
A megye népességének változása:
| Lakosok száma | 4292 | 4242 | 4232 | 4141 | 4064 | 3780 |
|               | 2010 | 2011 | 2012 | 2013 | 2015 | 2020 |